# Ibn Battuta
Abū ‘Abd Allāh Muḥammad Ibn ‘Abd Allāh al-Lawātī al-Tanjī Ibn Baṭṭūṭa, cunoscut sub numele de Ibn Battuta, (n. 24 februarie 1304 - 1369) a fost un cunoscut explorator arab și un negustor itinerant care a călătorit în toate țările lumii islamice - de la Bolgar pânǎ la Mombasa, din Timbuktu pânǎ în China. Călătoriile sale s-au întins pe mii de kilometri și au durat mai mult de 31 de ani, făcând din el cel mai mare călător care a existat vreodată.

## Călătorii

### Prima cǎlǎtorie

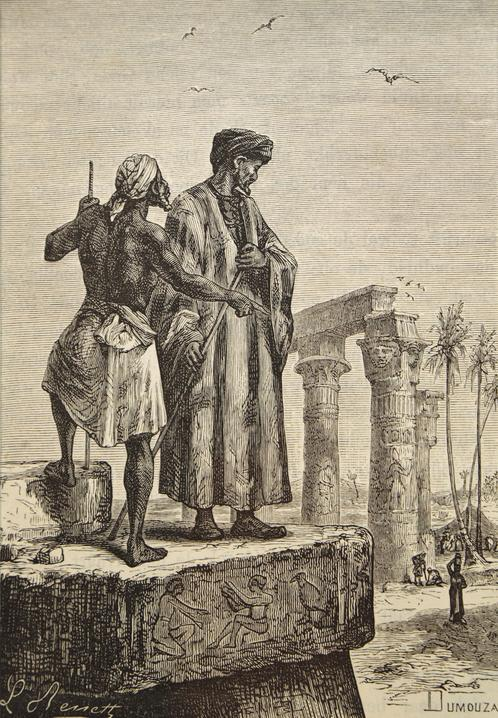
Ibn Battuta viziteazǎ Egiptul

În cursul primei sale călătorii, Ibn Battuta a traversat Algeria, Tunisia, Egiptul, Palestina și Siria, ajungând până la Mecca. După ce a vizitat Irakul, Șirazul și Mesopotamia s-a întors din nou pentru a împlini Hajjul la Mecca, unde a rămas timp de trei ani. Apoi călătorind spre Jeddah, a ajuns în Yemen pe mare, a vizitat Aden și apoi a plutit spre Mombasa (Estul Africii). După ce a ajuns la Kulwa, s-a întors la Oman și a repetat pelerinajul la Mecca în 1332 prin Ormuz, Siraf, Bahrain și Yamama. Ulterior plănuiește să ajungă în India, dar odată ajuns la Jeddah, pare să se răzgândească , și vizitează a doua oară Cairo, Palestina și Siria, ajungând apoi la Aleya (în Asia Mică) pe apă și călătorind prin Anatolia și Sinop. Navighează pe Marea Neagră și după multe peripeții ajunge la Constantinopol prin sudul Ucrainei.

### A doua cǎlǎtorie
La întoarcere, a vizitat Horasanul prin Hiva și cunoscând toate orașele importante ca Buhara, Balch, Herat, Tus, Mashhad și Nișapur, traversează munții Hindukuș prin trecătoarea Khawak ajungând în Afghanistan, după care trece prin Ghani și Kabul pentru a intra în India. După ce vizitează Lahri, Sukkur, Multan, Sirsa și Hansi, ajunge la Delhi. Timp de câțiva ani Ibn Battuta se bucură de ocrotirea sultanului Muhammad Tughlaq, și în cele din urmă este trimis de acesta ca ambasador în China. Trecând prin India Centrală și Malwa, închiriază un vas din Kambay până la Goa, și după ce vizitează multe porturi înfloritoare de-a lungul coastei Malabar ajunge în Insulele Maldive, de unde se îndreaptă spre Ceylon. Continuându-și călătoria, debarcă pe coasta Coromandal și se întoarce din nou în Maldive, de unde se îndreaptă spre Bengal și vizitează Kamrup, Sylhet și Sonargaon (lângă Dhaka). Navigând de-a lungul coastei Arakan ajunge în Sumatra și mai târziu ancorează la Canton după ce trecuse prin Malaea și Cambodgia. În China călătorește spre nord până la Beijing prin Hangșow. Reîntorcându-se pe propriile urme ajunge la Calicut și ia un vas până la Dhafari și Muscat, de unde trecând prin Iran, Irak, Siria, Palestina și Egipt împlinește cel de-al șaptelea și ultimul pelerinaj la Mecca în noiembrie 1348, după care se întoarce în orașul natal Fès. Călătoriile sale nu se încheie aici – mai târziu vizitează Spania musulmană și pământurile Nigerului, dincolo de Sahara.

## Reîntoarcere
La întoarcerea la Fès, Ibn Battuta și-a dictat relatările călătoriilor sale lui Ibn Juzay al-Kalbi (1321 - 1356) la curtea sultanului Abu Inan (1348 - 1358). Lui Ibn Juzay i-au trebuit trei luni ca să-și ducă la bun sfârșit munca, pe care a terminat-o în ziua de 9 decembrie 1355. Scrierile rezultate sunt cunoscute ca faimoasa operă Rihala a lui Ibn Battuta.
Ibn Battuta a fost singurul călător medieval despre care se știe cu certitudine că a vizitat pământurile fiecărui șef politic musulman contemporan lui. A călătorit și în Ceylon, China, Bizanț și Sudul Rusiei. Simpla însumare a călătoriilor sale este estimată la nu mai puțin de 120.000 km tereștri, o cantitate care probabil că nu a fost depășită înainte de inventarea motorului cu aburi.
1. ↑  Ciuvașskaia iențiklopedia
2. ↑  Encyclopædia Britannica Online
3. 1 2  Ibn Battuta, Dizionario di storia[*], 2010
4. ↑  Autoritatea BnF, accesat în 10 octombrie 2015
5. ↑  CONOR.SI[*] Verificați valoarea |titlelink= (ajutor)